# 鷹巣 (福井市)
鷹巣（たかす）は、福井県福井市の地域。川西ブロック(北西部)に属する。

## 人口
鷹巣には2024年1月1日現在1624人が住んでおり、世帯数は652世帯。そのうち男性が796人、女性は828人。

## 施設
括弧内は町名（自治会名）
- 免鳥長山古墳[2]（免鳥町）
- 鷹巣城址[2]
- 鷹巣荘[2]（蓑町）